# Saint-Jean-des-Échelles
Saint-Jean-des-Échelles là một xã trong tỉnh Sarthe ở tây bắc nước Pháp. Xã này nằm ở khu vực có độ cao từ 104-200 mét trên mực nước biển.